# Гайнутдинов, Дамир Хатмулаевич
Дамир Хатмулаевич Гайнутдинов (23 марта 1976 — 29 августа 2016) — российский хоккеист, защитник.

## Биогарфия
На детско-юношеском уровне играл за «Титан» Березники и «Металлург» Магнитогорск, тренер Сергей Витьман. С сезона 1993/94 игрок команды «Металлург-2» Магнитогорск. В сезоне 1997/98 дебютировал в команде Суперлиги «Мечел» Челябинск, также провёл 8 матчей за «Металлург». Выступал за «Мечел» (1998/99 — 1999/2000), «Металлург» (1999/2000), «Металлург-2», «Витязь» и «Витязь-2» (2000/01), «Трактор» и «Трактор-2» (Челябинск, 2001/02).
Обладатель Кубка России (1998), Суперкубка Европы (2000).
Скончался 29 августа 2016 года в возрасте 40 лет. В Магнитогорске стали проводиться матчи памяти Дамира Гайнутдинова.